# Aa (mięczaki)
Aa – podrodzaj lądowych ślimaków z rodziny Microcystidae, dawniej klasyfikowanej jako podrodzina stożeczkowatych (Euconulidae). Obejmuje 5 gatunków.

## Systematyka
Aa jest podrodzajem rodzaju Philonesia i obejmuje pięć gatunków:
- P. abeillei (Ancey, 1889)
- P. gouveiana H.B. Baker, 1940
- P. mapulehuae H.B. Baker, 1940
- P. sericans (Ancey, 1899)
- P. waiheensis H.B. Baker, 1940 – gatunek typowy